# Presidência de Assuntos Religiosos

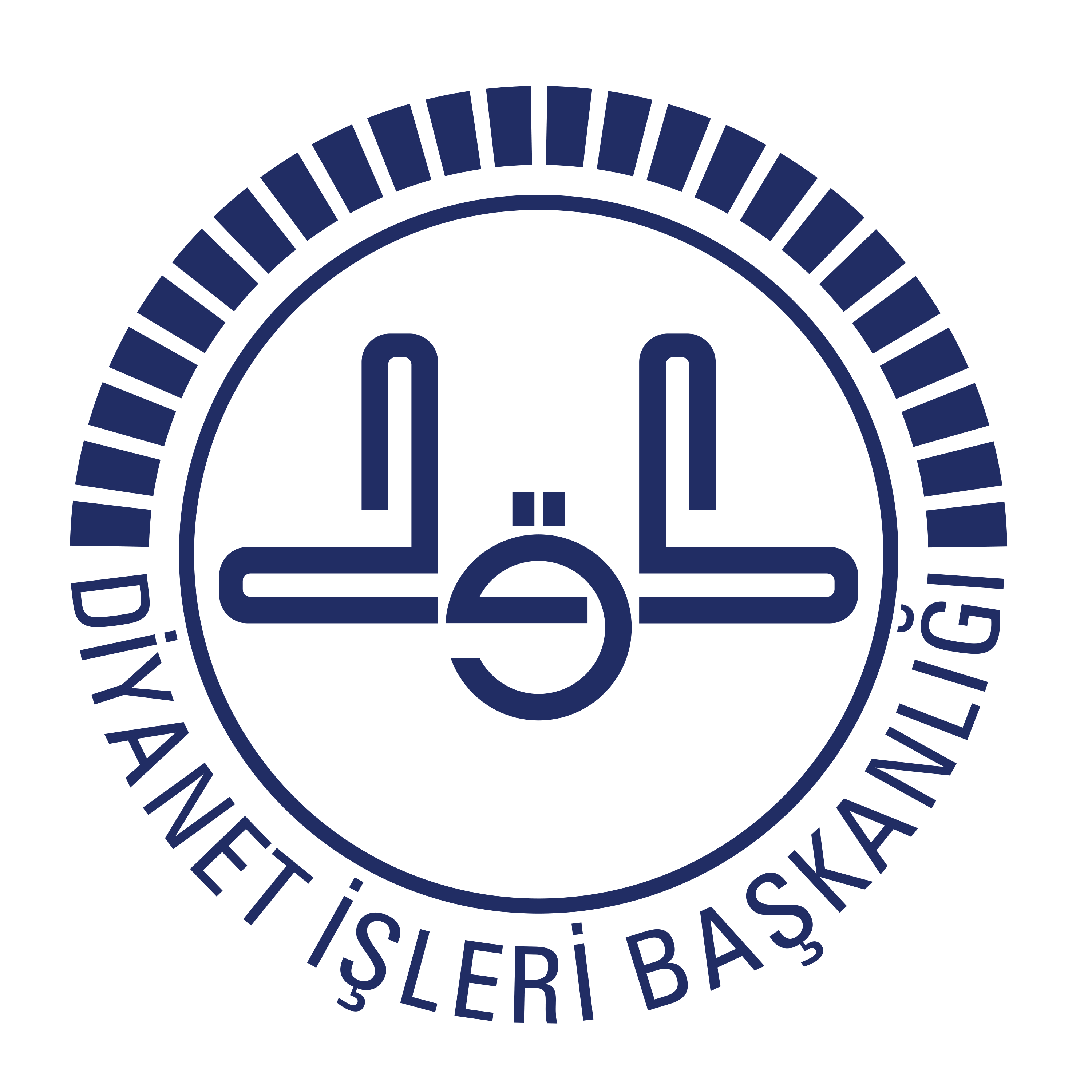
Logo

A Presidência de Assuntos Religiosos (em turco:  Türkiye Cumhuriyeti Diyanet İşleri Başkanlığı) é uma instituição oficial da República da Turquia, fundada em 1924 após a abolição do Califado Otomano. Foi criada pela Grande Assembleia Nacional da Turquia como sucessora ao Shaikh al-Islam, representando a mais alta autoridade islâmica no país. É conhecida simplesmente como Diyanet.
A lei especifica as funções do Diyanet como "executar as obras relacionadas às crenças, cultos e éticas do islamismo, iluminar o público a respeito de sua religião, e administrar os locais sagrados." O Diyanet teve um orçamento anual de 1 308,187 milhões de liras turcas, ou 900 milhões de dólares americanos, para 2006.
Em 1984 o Diyanet İşleri Türk İslam Birliği foi fundado na Alemanha, para cuidar das necessidades religiosas da grande minoria turca que reside naquele país.
O Diyanet conquistou fama pela sua interpretação liberal do Alcorão e dos ahadith. Um exemplo recente foi a permissão de mulheres serem treinadas como pregadoras. Em março de 2005 duas mulheres foram designadas vice-muftis em Kayseri e Istambul.